# 桓公 (魯)
桓公（かんこう）は、春秋時代の魯の第15代君主。名は允、または軌。恵公の子で、隠公の弟。

## 生涯
恵公の正夫人の仲子から生まれて、太子に立てられたが、恵公が世を去ったときにはまだ年が幼く、そこで異母兄の姫息姑（魯の隠公）が即位して摂政した。
隠公11年（紀元前712年）に魯の隠公が殺された後、翌桓公元年（紀元前711年）に即位。18年の在位の間、賢臣として知られる公族の臧孫達（臧哀伯。孝公の孫）を登用して魯を治めるが、桓公18年（紀元前694年）に斉国で不慮の死を遂げてしまう。
『春秋左氏伝』の記載によると、桓公が夫人の文姜とともに斉国を訪問したとき、斉の襄公（姜諸児）が文姜と姦通した（文姜は襄公の妹であった）。それを知った桓公は、文姜と襄公を指弾するが、逆に襄公の怒りを買ってしまい、同年夏4月10日、襄公が桓公の馬車に同乗させた公子彭生によって、桓公は車上で暗殺された。これに憤激した魯国が斉国に圧力を加えると、襄公は公子彭生に全責任を押し付けて処刑し、責任を回避した。

## 家庭
父：
- 恵公姫弗湟

母：
- 仲子

兄弟：
- 隠公姫息姑
- 姫尾（字は施父）
- 紀伯姫
- 紀叔姫

子女：
- 荘公姫同
- 慶父（孟孫氏（仲孫氏）祖、共仲）
- 叔牙（叔孫氏祖、僖叔）
- 季友（季孫氏祖、成季）

## 紀年
| 魯桓公 | 元年    | 2年     | 3年     | 4年     | 5年     | 6年     | 7年     | 8年     | 9年     | 10年    |
| ------ | ------- | ------- | ------- | ------- | ------- | ------- | ------- | ------- | ------- | ------- |
| 西暦   | 前711年 | 前710年 | 前709年 | 前708年 | 前707年 | 前706年 | 前705年 | 前704年 | 前703年 | 前702年 |
| 干支   | 庚午    | 辛未    | 壬申    | 癸酉    | 甲戌    | 乙亥    | 丙子    | 丁丑    | 戊寅    | 己卯    |
| 魯桓公 | 11年    | 12年    | 13年    | 14年    | 15年    | 16年    | 17年    | 18年    |         |         |
| 西暦   | 前701年 | 前700年 | 前699年 | 前698年 | 前697年 | 前696年 | 前695年 | 前694年 |         |         |
| 干支   | 庚辰    | 辛巳    | 壬午    | 癸未    | 甲申    | 乙酉    | 丙戌    | 丁亥    |         |         |